# Champions Youth Cup
La Champions Youth Cup è stata un torneo annuale di calcio, approvato dal G-14, una sorta di Campionato del Mondo per Club Under-19, con le giovanili di alcuni dei più grandi club del mondo.
Ogni partita durava solo 70 minuti, e, in caso di pareggio nella fase a eliminazione diretta, non c'era nessun tempo supplementare.

## Edizioni
L'edizione 2007 della Champions Youth Cup ha avuto luogo in Malaysia dal 5 agosto al 19 agosto 2007. Hanno partecipato sedici squadre: undici dall'Europa, due squadre provenienti da Sud America, una squadra ospite invitata dall'Europa, una squadra ospite invitata dall'Asia e l'U-19 della Malaysia, padroni di casa del torneo. Questa prima edizione è stata vinta dal Manchester United battendo in finale la Juventus.
L'edizione 2008 della Champions Youth Cup, seconda edizione del torneo, è stata cancellata a giugno, due mesi prima dell'inizio programmato, a causa di una controversia tra la Malaysia e gli organizzatori.

## Regole del torneo
Nella prima fase si disputarono 4 gironi all'italiana da quattro squadre ciascuno, le prime due classificate per ogni girone avevano accesso ai quarti di finale dove le partite diventano ad eliminazione diretta.